# Fossli Provincial Park
Der Fossli Provincial Park (auch Fossli Park) ist ein nur etwa 53 Hektar (ha) großer Provincial Park im Südwesten der kanadischen Provinz British Columbia, auf Vancouver Island.
Bei dem Park handelt es sich um einen sogenannten Day-Use Park. Diese Parks verfügen üblicherweise über keine umfangreiche touristische Infrastruktur und sind nur für Tagesbesuche ausgestattet. Außerdem ist dieser Park nicht auf öffentlichen Straßen zu erreichen.

## Anlage
Der Park liegt im Alberni-Clayoquot Regional District, im zentralen Süden von Vancouver Island. Er liegt am Südufer des „Stirling Arms“ des Sproat Lake, etwas mehr als 10 Kilometer westlich von Port Alberni. Im Park finden sich mehrere kleine Wasserfälle. Am Nordufer der Sees liegen mit dem Sproat Lake Provincial Park und dem Taylor Arm Provincial Park weitere Provinzparks.
Bei dem Park handelt es sich um ein Schutzgebiet der IUCN-Kategorie II (Nationalpark).

## Geschichte
Der Park wurde am 7. November 1974 als einer der Provincial Parks in British Columbia eingerichtet. Im Laufe der Zeit wurden dabei sowohl seine Größe wie auch sein Schutzstatus geändert. Der Park entstand aus einer Landschenkung von privat. Einer der Vorbesitzer hatten dem Gelände auch den Namen gegeben. „Fossli“ bedeutet in der norwegischen Sprache sinngemäß „Wasserfall im Tal“.
Wie jedoch bei fast allen Provinzparks in British Columbia gilt auch für diesen, dass die Gegend, lange bevor sie von europäischen Einwanderern besiedelt oder sie Teil eines Parks wurde, in diesem Fall Jagd- und Fischfanggebiet verschiedener Gruppen der First Nations, hier der Nuu-chah-nulth, war.

## Flora und Fauna
Mit dem Biogeoclimatic Ecological Classification (BEC) Zoning System wird das Ökosystem von British Columbia in verschiedene biogeoklimatische Zonen eingeteilt. Biogeoklimatische Zonen zeichnen sich durch ein grundsätzlich identisches oder sehr ähnliches Klima sowie gleiche oder sehr ähnliche biologische und geologische Voraussetzungen aus. Daraus resultiert in den jeweiligen Zonen dann grundsätzlich auch ein sehr ähnlicher Bestand an Pflanzen und Tieren. Innerhalb dieser Systematik wird der Park der Coastal Douglas-Fir Zone zugeordnet.